# 치통
치통(齒痛, toothache, dental pain)은 구강 질환 또는, 구강과 무관한 질병에 의한 치아 관련통에 의해 발생하는, 이 또는 이를 지지하는 구조물의 통증이다. 심각한 경우 수면, 식사, 기타 일상 활동에 영향을 줄 수 있다.
일반적인 병인으로는 일반적으로 충치, 치아 외상 기타 요인에 의해 비롯되는 치수염, 치아과민증, 근첨성치주염, 치근농양, 급성 괴사성 궤양성 치은염, 턱관절 장애가 포함된다.
치수염은 통증이 약하고 자극(예를 들어 차가운 자극) 후 짧은 시간 동안 지속된다면 원 상태로 되돌릴 수 있다. 그러나 통증이 심각하고 스스로 발생하고 자극 후 오랜 기간 지속되는 경우 돌이키는 것은 불가능하다. 치료되지 않은 상태로 방치할 경우 치수염은 돌이키지 못하게 될 수 있으며 치수괴사와 근첨성치주염으로 발전할 수 있다. 화농은 보통 욱신거리는 통증을 유발한다. 치아끝고름집은 치수괴사 이후 발생할 수 있으며 치관주위 괴사는 보통 아래사랑니의 급성 사랑니주위염과 관련되며 치주농양은 보통 만성치주염의 합병증을 보인다.
덜 일반적인 상황인, 치아와 무관한 질병이 치통을 유발할 수 있는데, 여기에는 부비강염, 협심증이 포함된다. 정확한 진단을 하기 어려운 경우가 종종 있다.
적절한 구강 위생은 구강 질환을 예방함으로써 치통을 예방하는데 도움을 준다. 치통 치료는 정확한 병인에 따라 수행되며 치아 수복, 근관 치료, 발치, 배농법, 기타 개선책을 동반할 수 있다. 치통을 완화시키는 일은 치과의사의 주된 책무 가운데 하나로 간주된다. 치통은 가장 일반적인 형태의 구강안면통증이다.:125–135 또, 응급구강예약의 가장 흔한 이유 가운데 하나이다. 2013년, 223,000,000건의 치통이 영구치의 충치로 인해 발생하였으며 53,000,000건은 유치에서 발생하였다. 역사적으로 충치 치료의 수요가 치의학의 출연에 기여한 것으로 간주된다.